# Ischiodon feae
Ischiodon feae är en tvåvingeart som först beskrevs av Mario Bezzi 1912.  Ischiodon feae ingår i släktet Ischiodon och familjen blomflugor. Inga underarter finns listade i Catalogue of Life.